# 광주지방고용노동청
광주지방고용노동청(光州地方雇用勞動廳)은 대한민국 고용노동부의 소속기관이다. 2010년 7월 5일 발족하였으며, 광주광역시 북구 첨단과기로208번길 43 정부광주지방합동청사에 위치하고 있다. 청장은 고위공무원단 나등급에 속하는 일반직공무원으로 보한다.

## 직무
- 보안·관인관리, 문서의 수발, 예산·회계 및 결산, 공무원의 임용·급여, 그 밖의 인사사무
- 고용보험료의 체납처분 및 결손처분의 승인과 고용보험 관련 과태료의 부과에 관한 사항
- 직업능력개발훈련 및 직업능력개발사업에 관한 사항
- 「근로기준법」의 적용 및 위반에 대한 조치 등 근로감독에 관한 사항
- 사업장의 재해예방에 관한 지도 및 산업안전보건에 관한 법령의 위반에 대한 조치 등 산업안전보건에 관한 사항
- 「남녀고용평등과 일·가정 양립 지원에 관한 법률」의 적용과 남녀고용차별의 개선 등 여성근로자에 관한 사항
- 구인·구직 및 취업알선 등 직업안정에 관한 사항
- 국내취업 외국인근로자의 고용허가 및 관리에 관한 사항
- 실업급여 지급, 고용안정사업 및 고용보험 피보험자격 관리에 관한 사항
- 노사분규의 예방과 수습, 노사협력의 증진과 그 밖에 노사관계의 합리적 개선에 관한 사항
- 소속 지청에 대한 업무의 지휘·감독

## 연혁
- 1964년 1월 1일: 노동청 소속으로 전주·광주산업재해보상보험사무소 설치.
- 1968년 6월 25일: 노동청 소속으로 전주·광주·제주·군산·목포·여수직업안정소 및 제주산업재해보상보험사무소 설치.
- 1970년 4월 7일: 전주·광주직업안정소를 전북·전남직업안정소로 개편. 군산직업안정소를 군산출장소로 개편하여 전북직업안정소의 소속기관으로, 목포·여수·제주직업안정소를 목포·여수·제주출장소로 개편하여 전남직업안정소의 소속기관으로 편입. 전주·광주산업재해보상보험사무소를 전북·전남산업재해보상보험사무소로 개편.
- 1972년 12월 19일: 전북·전남·제주산업재해보상보험사무소를 전주·광주·제주산업재해보상보험지방사무소로 개편.
- 1974년 10월 2일: 전북·전남직업안정소 및 전북·전남산업재해보상보험지방사무소를 전주·광주지방사무소로, 제주·군산·목포·여수출장소를 제주·군산·목포·여수지방사무소로 개편하고, 이리지방사무소를 설치.
- 1981년 4월 8일: 노동부 소속으로 변경.
- 1987년 5월 15일: 전주·제주·군산·목포·여수·이리지방사무소를 전남지방사무소의 소속기관으로 편입.
- 1987년 12월 9일: 광주지방사무소를 광주지방노동청으로 개편. 소속 지방사무소를 지방노동사무소로 개편.
- 1995년 2월 24일: 이리지방노동사무소를 익산지방노동사무소로 개편.
- 2006년 3월 2일: 지방노동사무소를 고용노동지청으로 개편.
- 2006년 7월 1일: 제주고용노동지청 폐지.
- 2010년 7월 5일: 고용노동부 소속 광주지방고용노동청으로 개편.

## 관할구역
- 광주광역시
- 전라남도 나주시·화순군·곡성군·구례군·담양군·장성군·영광군·함평군
- 제주특별자치도

## 조직

### 청장
- 지역협력과[1]
- 고용관리과[1]
- 부정수급조사과[1]
- 노사상생지원과[1]
- 근로개선지도제1과[1]
- 근로개선지도제2과[1]
- 광역근로감독과[1]
- 산재예방지도과[1]

광주고용센터
- 취업지원과[3]
- 실업급여과[3]
- 취업성공패키지과[3]
- 기업지원과[3]
- 직업능력개발과[3]

광주광산고용센터

### 소속기관
지청장은 서기관 또는 기술서기관으로, 고용센터 소장은 서기관·기술서기관·행정사무관·통계사무관·공업사무관·보건사무관·시설사무관·전산사무관 또는 행정주사로 보한다.
| 명칭             | 위치                                    | 관할구역                                                                      | 고용센터                               |
| ---------------- | --------------------------------------- | ----------------------------------------------------------------------------- | -------------------------------------- |
| 전주고용노동지청 | 전북특별자치도 전주시 덕진구 건산로 251 | 전북특별자치도 전주시·남원시·정읍시·장수군·임실군·순창군·완주군·진안군·무주군 | 전주고용센터·정읍고용센터·남원고용센터 |
| 익산고용노동지청 | 전북특별자치도 익산시 하나로 478        | 전북특별자치도 익산시·김제시                                                  | 익산고용센터·김제고용센터              |
| 군산고용노동지청 | 전북특별자치도 군산시 조촌5길 44        | 전북특별자치도 군산시·부안군·고창군                                           | 군산고용센터·부안고용센터              |
| 목포고용노동지청 | 전라남도 목포시 교육로41번길 8          | 전라남도 목포시·무안군·영암군·강진군·완도군·해남군·장흥군·진도군·신안군       | 목포고용센터·해남고용센터              |
| 여수고용노동지청 | 전라남도 여수시 웅천북로 33             | 전라남도 여수시·순천시·광양시·고흥군·보성군                                   | 순천고용센터·여수고용센터·광양고용센터 |